# Tambon Ban Saeo
Tambon Ban Saeo (Thai: บ้านแซว) is een tambon in de amphoe Chiang Saen in de changwat Chiang Rai. De tambon telde in 2005 11.444 inwoners en bestaat uit 15 mubans.